# Joseph Marius Ramus
Pour les articles homonymes, voir Ramus.
Joseph Marius Ramus, né le 19 juin 1805 à Aix-en-Provence et mort le 3 juin 1888 à Nogent-sur-Seine, est un sculpteur français.

## Biographie
En 1822, Joseph Marius Ramus part pour Paris où il suit les cours de Jean-Pierre Cortot à l'École des beaux-arts. Il obtient un deuxième prix de Rome en 1830 avec Thésée vainqueur du Minotaure. Grâce à la protection d'Adolphe Thiers, il est chargé d'une mission artistique en Italie. De retour à Paris, il expose dans différents Salons. En 1839, il est correspondant de l'académie d'Aix-en-Provence.
En 1845, il épouse une habitante de Nogent-sur-Seine, ville où il s'installe définitivement. Il y découvre le talent d'Alfred Boucher, fils de son jardinier. En 1852, il est nommé chevalier de la Légion d'honneur. Sa statue de Pierre Puget, visible au parc Borély à Marseille, lui vaut les critiques les plus diverses : la statue est comparée à celle d'un bourreau exhibant une tête tranchée. Étienne-Antoine Parrocel estime qu'il est un sculpteur habile, mais non un génie.

## Collections publiques
On lui doit plus d'une centaine d'œuvres, parmi lesquelles on peut citer :
- Aix-en-Provence
  - fontaine de la Rotonde : La Justice, une des trois statues sommitales.
  - musée Granet : plus d'une dizaine d'œuvres[3], dont :
    - Thésée vainqueur du Minotaure
    - Pêcheur jetant son épervier (1873), marbre[4]
    - Daphnis et Chloé (1835), plâtre
    - François Marius Granet (1877), marbre
    - Luc de Clapiers, marquis de Vauvenargues (1834), marbre

  - façade du palais de justice : Joseph Jérôme Siméon[5] et Jean Étienne Marie Portalis (promoteur du Code civil)[6], statues en marbre.
  - place de l'Université : monument à Nicolas-Claude Fabri de Peiresc[7]
- Digne-les-Bains : Gassendi, statue en bronze[8].
- Fontainebleau, parc du château de Fontainebleau, bassin des cascades : Didon, marbre[9]
- Marseille
  - basilique Notre-Dame-de-la-Garde : 
    - Mgr de Mazenod, statue ;
    - Pie IX, statue ;
    - saint Jean, statue ;
    - Isaïe, statue.

  - musée des beaux-arts : Première pensée d'Amour, 1845, statue en marbre[10].
  - place de la Major : Monument à Mgr de Belsunce, bronze[11].
- Nogent-sur-Seine, Musée Camille-Claudel :
  - Adolphe Thiers, plâtre[12]
  - Casimir Perier, plâtre[13]
- Paris
  - Cathédrale Notre-Dame de Paris : Buste de Mgr Sibour[14]
  - Église Saint-Séverin, façade ouest, tympan du portail : Vierge à l'Enfant[15]
  - Eglise Saint-Etienne-du-Mont, façade : statue de saint Etienne
  - jardin du Luxembourg : Anne d'Autriche, statue en marbre de la série des Reines de France et Femmes illustres[16].
  - musée du Louvre : Buste du comte Auguste de Forbin, directeur général des musées, marbre[17].
  - musée de la Marine : Buste de Tourville.
  - palais du Luxembourg, Sénat : Portalis, statue en marbre.
  - musée du quai Branly - Jacques-Chirac : Buste de Michel Adanson, plâtre[18]
- Salon-de-Provence
  - monument à Adam de Craponne[19]
- Troyes
  - L'Idylle ou La Pêche, bronze, 1872[20]
- Versailles, château de Versailles : 
  - buste de Jean de La Fontaine, marbre[21]
  - Antoine de Bourbon, plâtre[22]

## Galerie

Œuvres de Joseph Marius Ramus
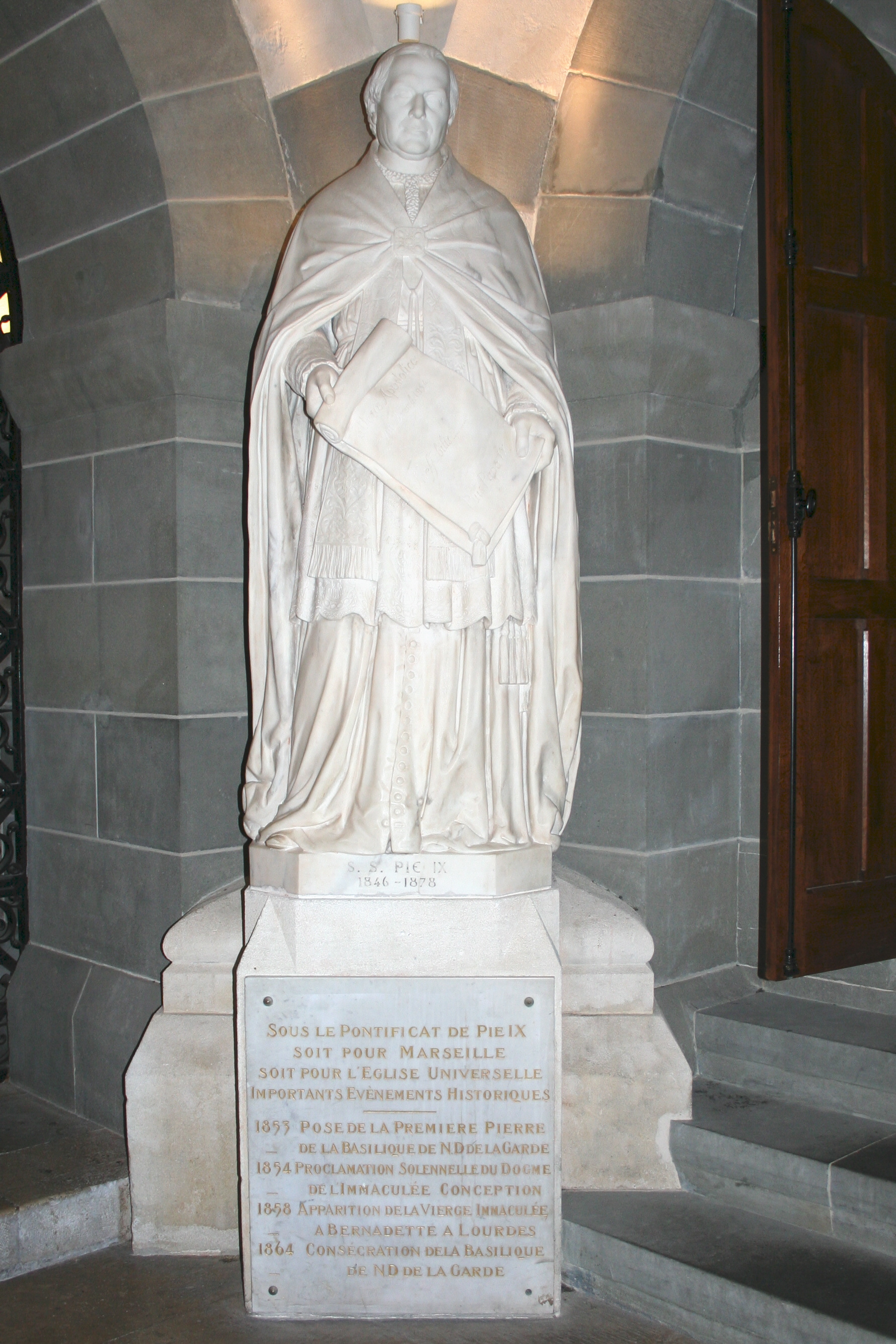
Pie IX, Marseille, basilique Notre-Dame-de-la-Garde.
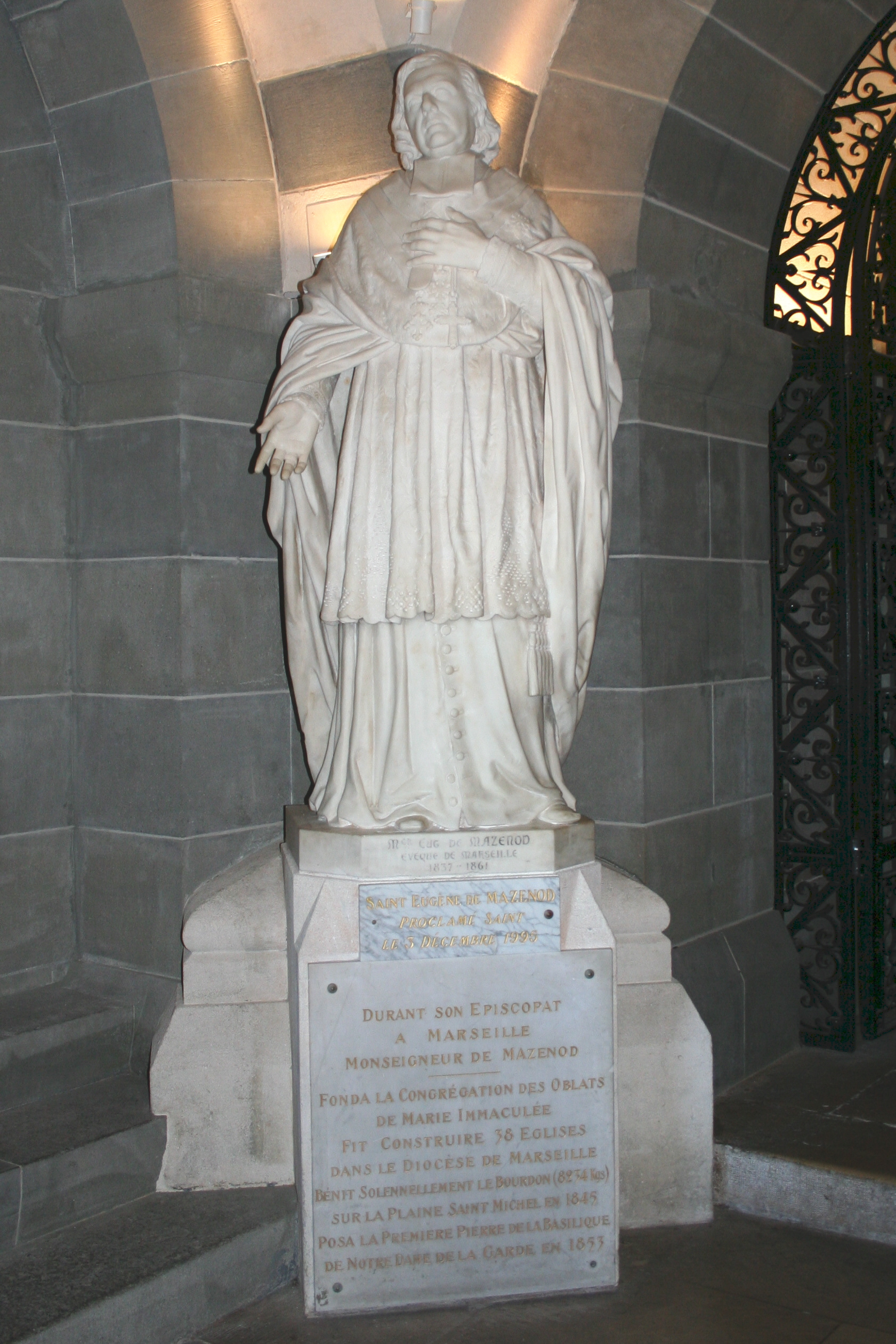
Mgr de Mazenod, Marseille, basilique Notre-Dame-de-la-Garde.
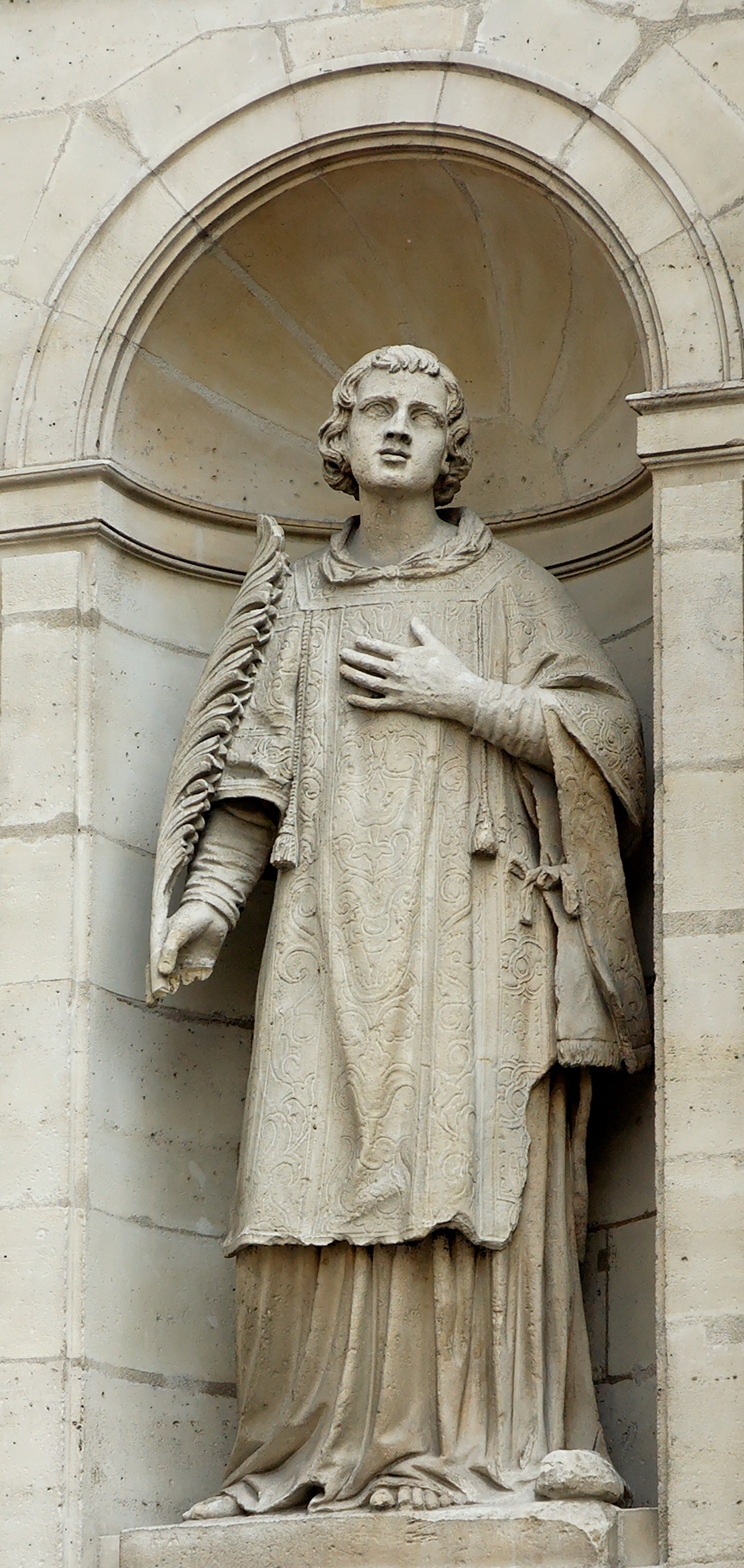
Saint Étienne, Paris, façade de l'église Saint-Étienne-du-Mont.
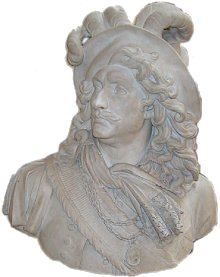
Buste de Tourville, Paris, musée national de la Marine.
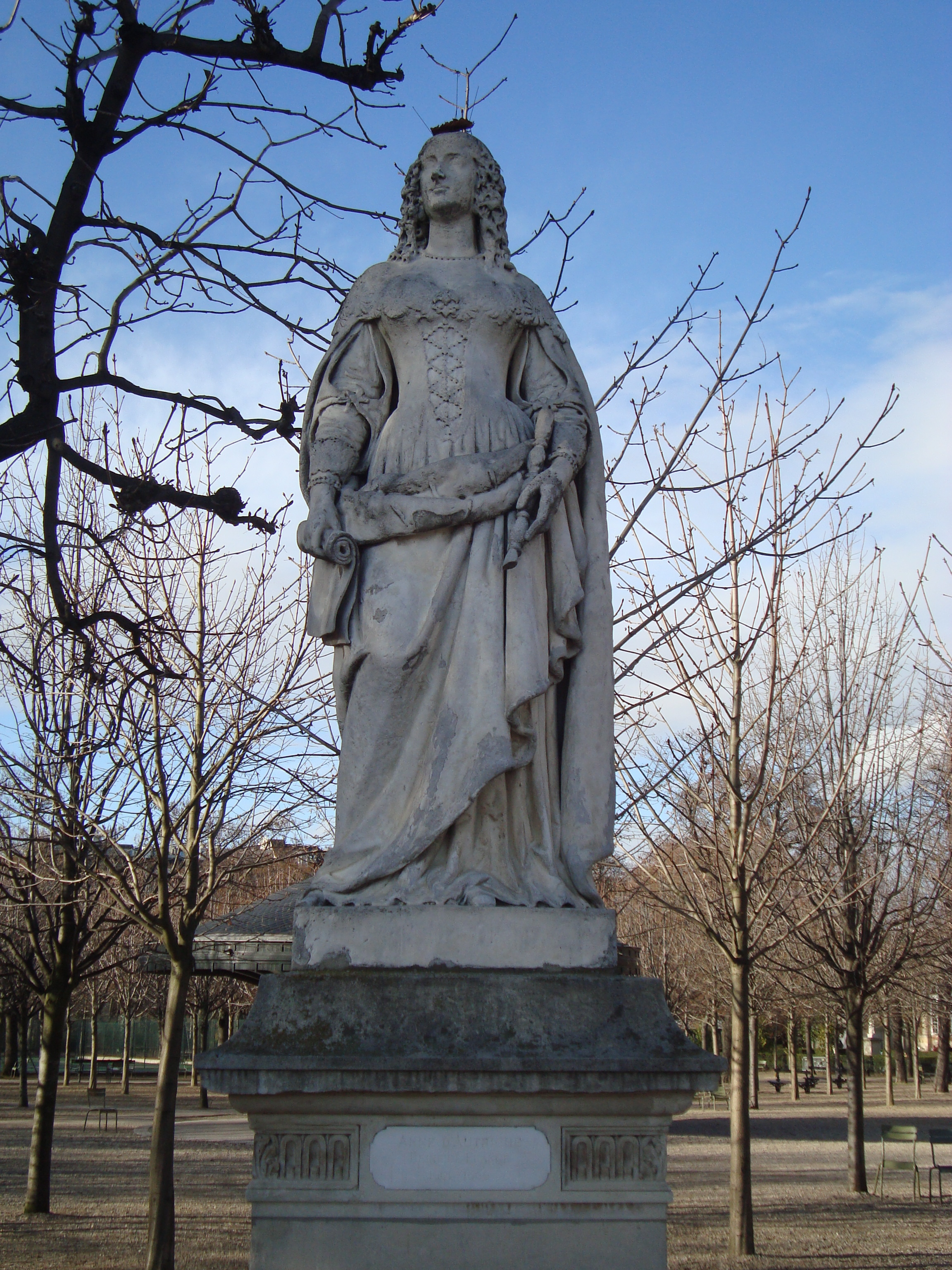
Anne d'Autriche, Paris, jardin du Luxembourg.
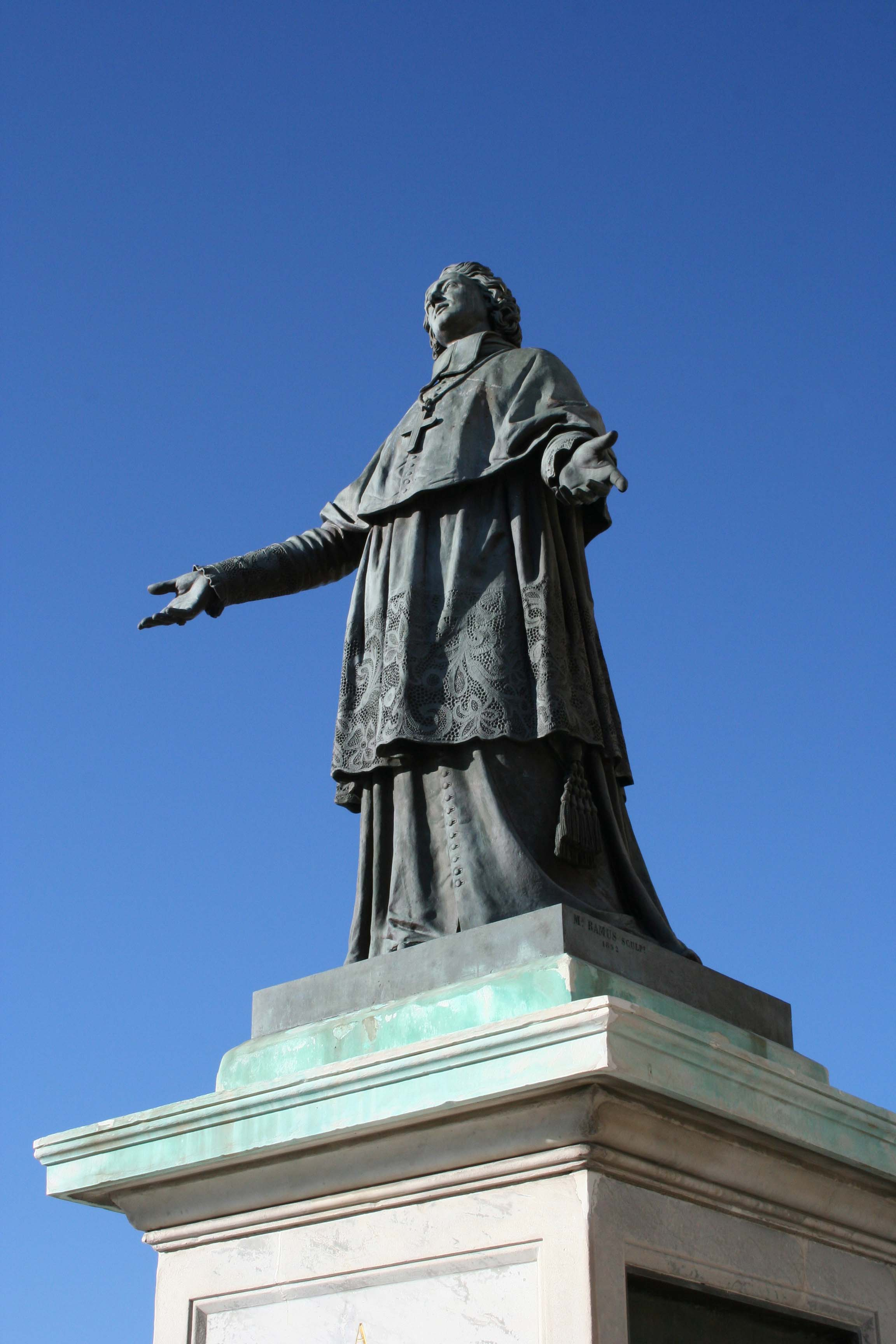
Monument à Mgr de Belsunce (détail), Marseille, cathédrale Sainte-Marie-Majeure.
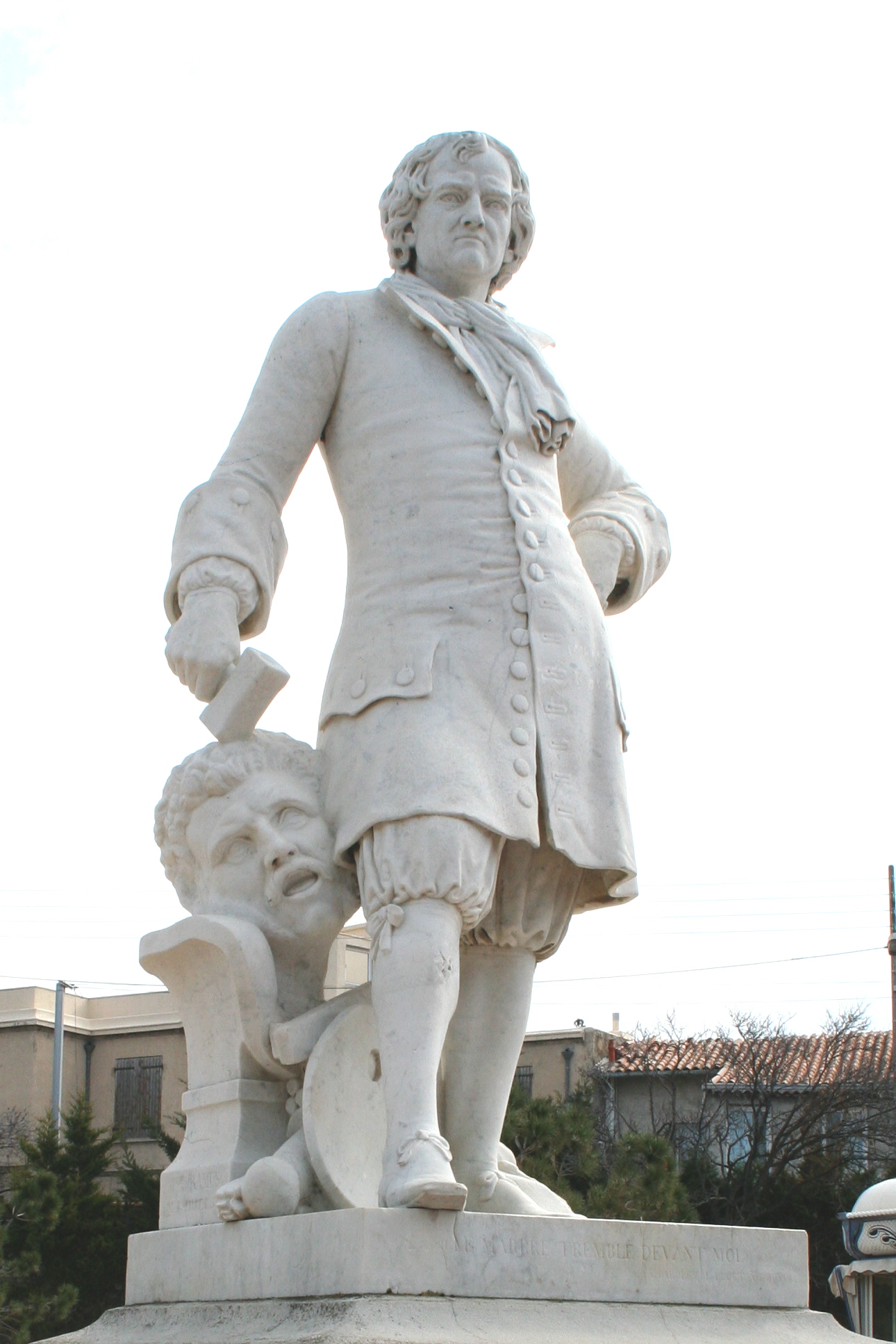
Pierre Puget, Marseille, parc Borély.
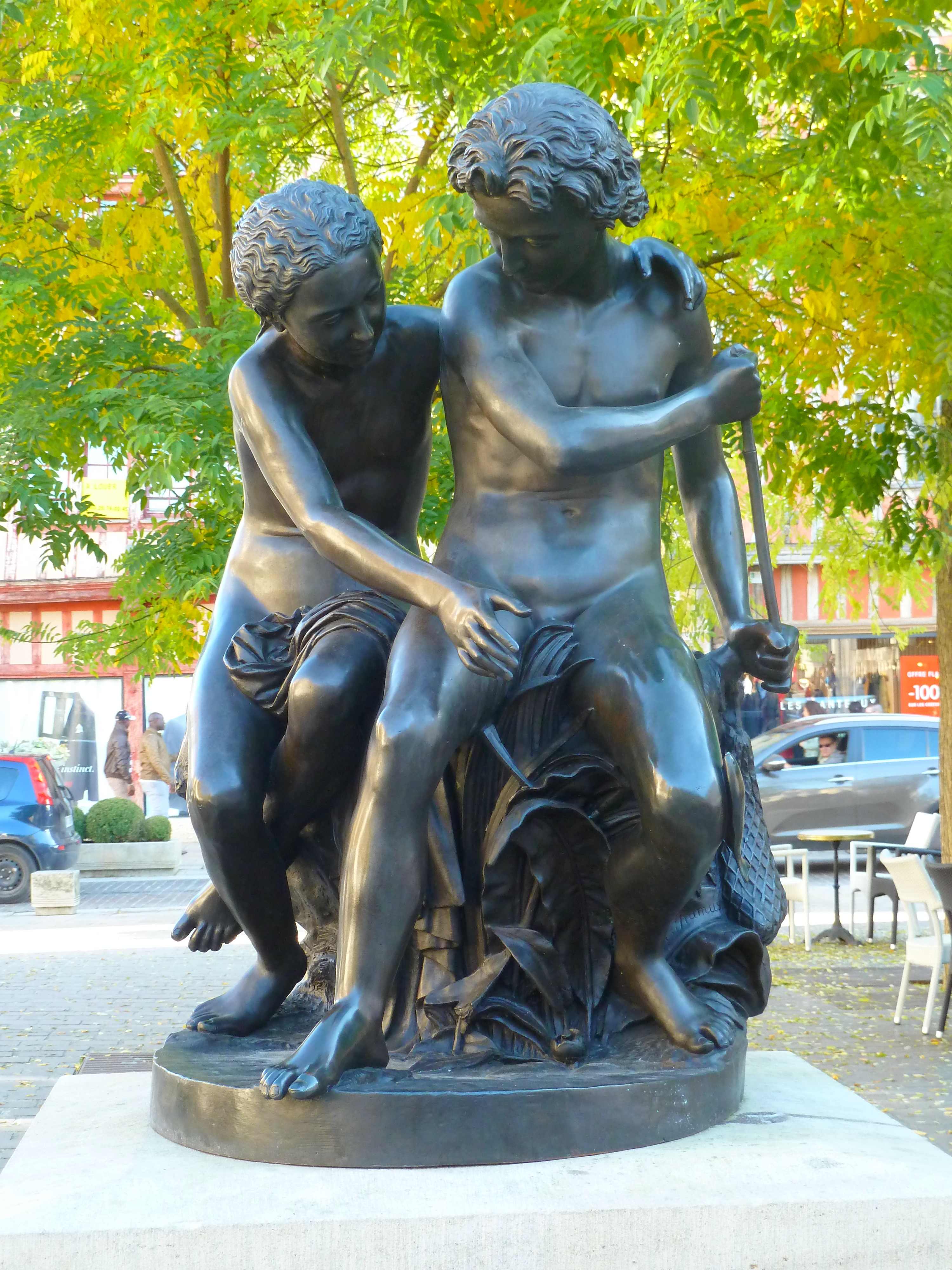
L'Idylle ou la pêche, place Foch, Troyes
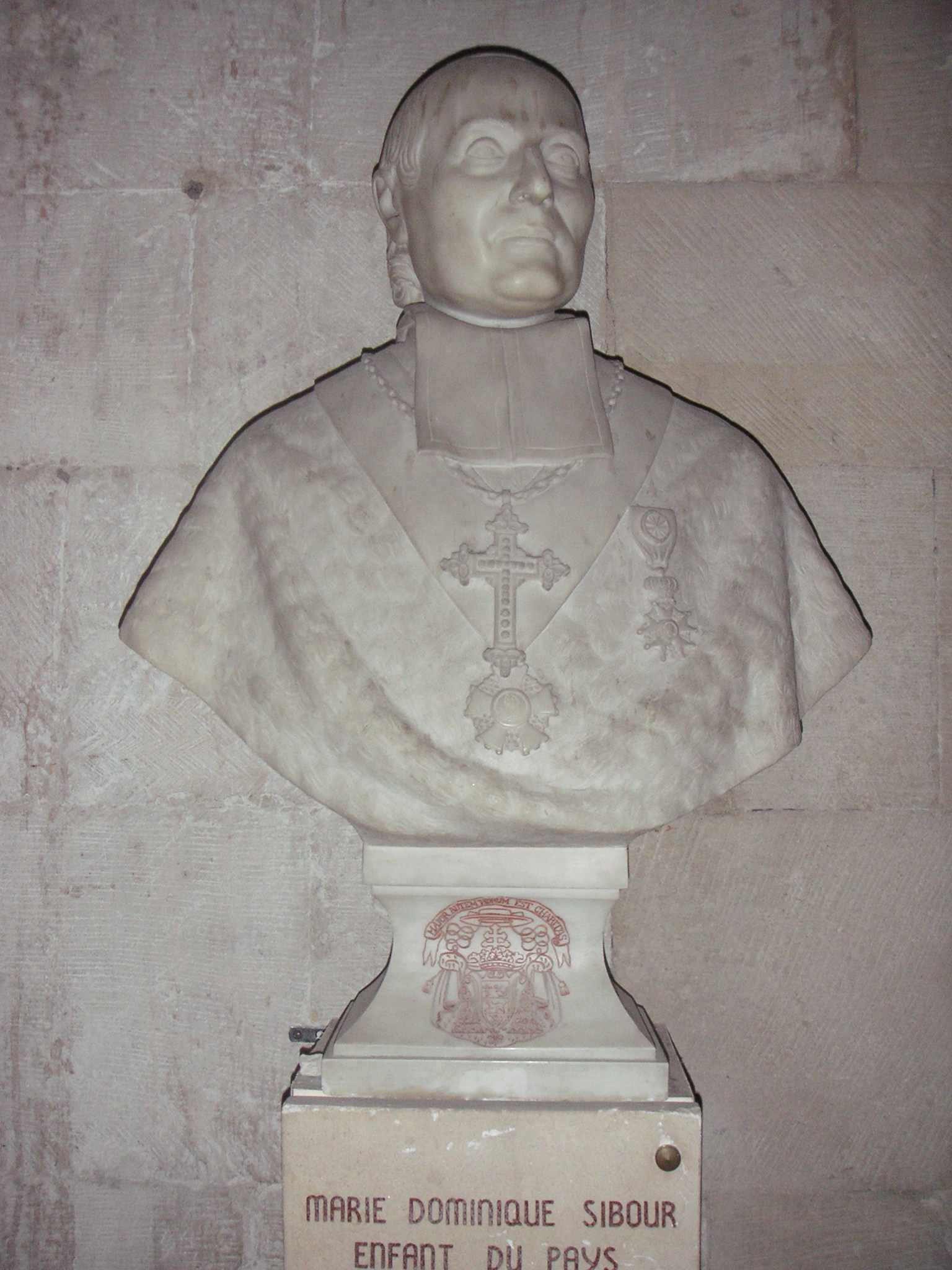
Marie Dominique Auguste Sibour (1849), cathédrale Notre-Dame de Saint-Paul-Trois-Châteaux.

## Récompenses et distinctions
- 1830 : second prix de Rome pour Thésée vainqueur du Minotaure.
- 1852 : chevalier de la Légion d'honneur[23].

## Élèves
- Philippe Poitevin